# Устав Федерације Босне и Херцеговине
Устав Федерације Босне и Херцеговине је највиши правни акт Федерације Босне и Херцеговине. Донесен је на сједници Уставотворне скупштине Федерације Босне и Херцеговине 30. марта 1994. године, под предсједавањем Мариофила Љубића недуго након постизања Вашингтонског споразума.

## Историја
Уставом из 1994. године, Бошњаци и Хрвати су проглашени конститутивним народима, одређени су начини договора за уређење односа са Републиком Српском, договорена је подјела Федерације на кантоне, усвојени су званично име, главни град, грб, застава, химна, печат и други симболи Федерације. Као службени језици усвојени су бошњачки и хрватски језик, а као службено писмо је одеђена латиница, док се други језици могу користити као средства комуникације и наставе. У осталим се поглављима дефинишу права, слободе и обавезе грађана Федерације, те дефинише појам држављанства Федерације Босне и Херцеговине.

## Поглавља
Усвојени текст се састоји из сљедећих поглавља:
1. Успостављање Федерације
2. Људска права и основне слободе
3. Подјела и надлежности између федералне и кантоналне власти
4. Структура федералне власти
5. Кантоналне власти
6. Општинске власти
7. Међународни односи
8. Амандмани на устав
9. Усвајање и ступање на снагу устава и прелазна рјешења

## Амандмани
Од 1994. до 2008. донесено је 109 амандмана на Устав ФБиХ, којима су одређени дијелови текста усклађени са Уставом Босне и Херцеговине, те уређена нека отворена питања у односима заинтересованих страна. Амандманима XXVII—XXIX, као конститутивни народи, поред Бошњака и Хрвата, додају се и Срби, службеним језицима се проглашавају бошњачки, хрватски и српски језик, а као службена писма латиница и ћирилица.